# Желтов, Геннадий Петрович
Генна́дий Петро́вич Желто́в (6 марта 1936, Брянск — 9 марта 1996, Москва) — советский учёный, специалист в области модуляции и демодуляции радиосигналов, разработчик лазерных источников сигнала, один из основоположников создания волоконно-оптической связи в СССР.

## Биография
В конце 1950-х годов получил высшее образование, окончив Московский электротехнический институт связи (МЭИС). Став профессиональным военным, использовал на практике знания, приобретённые в ВУЗе, работая военным связистом на борту самолёта дальней авиации. Полк стратегической авиации базировался около города Северодвинска.
С начала 1960-х годов работал в Центральном научно-исследовательском институте связи (ЦНИИС). Публиковался в научных изданиях. В 1978 году в составе делегации учёных по приглашению компании AT&T посетил США. В дальнейшем участвовал во многих международных конференциях и встречах.

### Избранные труды
1. Авторское свидетельство СССР № 525042 от 15.07.1991 (Патент № 736841) на устройство для передачи информации по волоконной оптической линии связи. Авторы: Желтов Г. П., Дубинин А.А, Гисин Б. В.
2. Желтов Г. П. Атмосферные оптические линии связи и их надежность // Новые разработки и аппаратуры и оборудования проводной связи. — М.: ЦНИИС, 1974.
3. Желтов Г. П., Прохоров О. Н. Опытная атмосферная лазерная линия связи // Новые разработки и аппаратуры и оборудования проводной связи. — М.: ЦНИИС, 1973.
4. Желтов Г. П., Ильин В. В. Сотрудничество стран-членов СЭВ в разработке волоконно-оптических систем передачи. — М.: ЦНТИ «Информсвязь», 1988. — 8 с. — (Обзор. информация). — 250 экз.

### Фотохудожник
Ещё в школе, отец Геннадия — Пётр, приобщил сына к основам фотографии. В 1960-х годах создал серию художественных фотографий. Будучи известным учёным, Геннадий Желтов продолжал фотографировать и заниматься творчеством.

## Семья
Сын — Максим, фотохудожник.